# Stephanopachys sachalinensis
Stephanopachys sachalinensis är en skalbaggsart som först beskrevs av Matsumura 1911.  Stephanopachys sachalinensis ingår i släktet Stephanopachys och familjen kapuschongbaggar. Inga underarter finns listade i Catalogue of Life.